# Cyrnus nipponicus
Cyrnus nipponicus là một loài Trichoptera trong họ Polycentropodidae. Chúng phân bố ở miền Cổ bắc.